# Miguel Venerabile
Miguel Venerabile (Niterói, 19 de março de 2013) é um ator-mirim e dublador, conhecido pelo personagem Joca na novela Mar do Sertão, da TV Globo, por ser a voz do Ursinho Pooh na série da Disney e por protagonizar o filme brasileiro Inexplicável.

## Carreira

### Início
Filho de atores, Miguel despertou para a atuação logo cedo, aos 6 anos de idade, quando ingressou em um curso de teatro. Aos 8 anos, passou a atuar na TV e, logo em seguida, iniciou sua carreira como dublador, realizando pequenos trabalhos.

### 2021 - 2023
Em 2021, teve seu primeiro papel na TV, interpretando Gael na novela Gênesis, da Record. No ano seguinte, participou da série Reis, também na Record, onde deu vida ao personagem Jessé, pai do rei Davi quando criança.
Sua estreia na TV Globo ocorreu em 2022, quando interpretou o personagem Joca na novela Mar do Sertão. Paralelamente às gravações da novela, Miguel protagonizou seu primeiro espetáculo infantil, Brinquedos Consertados, um texto inédito de Domingos de Oliveira. Na peça teatral, ele interpretou os personagens Gaspar e Paulinho.

### 2024 - 2025
Em 2024, Miguel atuou em sua segunda peça teatral, Baú dos Corações, que narra conflitos vividos por um grupo de amigos na faixa etária dos 9 aos 12 anos. Ao longo da história, os personagens se transformam passam a ter um novo olhar sobre a vida.
Em seguida, estreou o podcast PodCena Kids ao lado de Felipe Melquiades. Na primeira temporada, entrevistaram artistas como Lua Blanco, Gabriel Moreira (o Cascão da Turma da Mônica), Thati Lopes, George Sauma e Jonathan Azevedo.
2024 também foi um ano de grande dedicação à dublagem. Após dar voz ao personagem principal do desenho da Disney+ Brincando com o Ursinho Pooh, Miguel participou de outros trabalhos de destaque, incluindo o sucesso Deadpool & Wolverine, da Marvel.
No dia 30 de setembro de 2024 estreou no streaming Univer Vídeo a série Neemias, spin off de Rainha da Pérsia, em que Miguel interpreta o personagem Shacar, um menino cheio de mistérios e arteiro. A emissora Record lançou a série no dia 7 de abril de 2025.
No dia 5 de dezembro, Miguel fez sua estreia no cinema com o filme Inexplicável, dirigido por Fabrício Bittar. O filme é baseado no livro "O menino que queria jogar futebol: uma história de fé e superação”, de Phelipe Caldas, que narra a história real de Gabriel Montenegro, um menino paraibano apaixonado por futebol, que enfrentou problemas graves de saúde, chegando a ser dado como morto, mas que sobreviveu. Por este trabalho, foi indicado ao prêmio de melhor ator no 17º Los Angeles Brazilian Film Festival (LABRFF), concorrendo ao lado de grandes nomes do cinema brasileiro. Eriberto Leão e Letícia Spiller, intérpretes dos pais do menino Gabriel, foram os vencedores dos prêmios de melhor atuação.
Em 16 de abril de 2025, o filme fez sua estreia na Netflix, sendo exibido na América Latina e Portugal, e chegou a figurar em primeiro lugar no Brasil e em Portugal durante o feriado da Páscoa, superando até mesmo o filme Paixão de Cristo na sexta-feira santa. Além disso, atingiu o top 3 mundial dos filmes de língua não inglesa e entrou no top 10 de 19 países, acumulando mais de 5 milhões de streamings apenas na primeira semana.